# アンドリュー・ディクソン・マレー

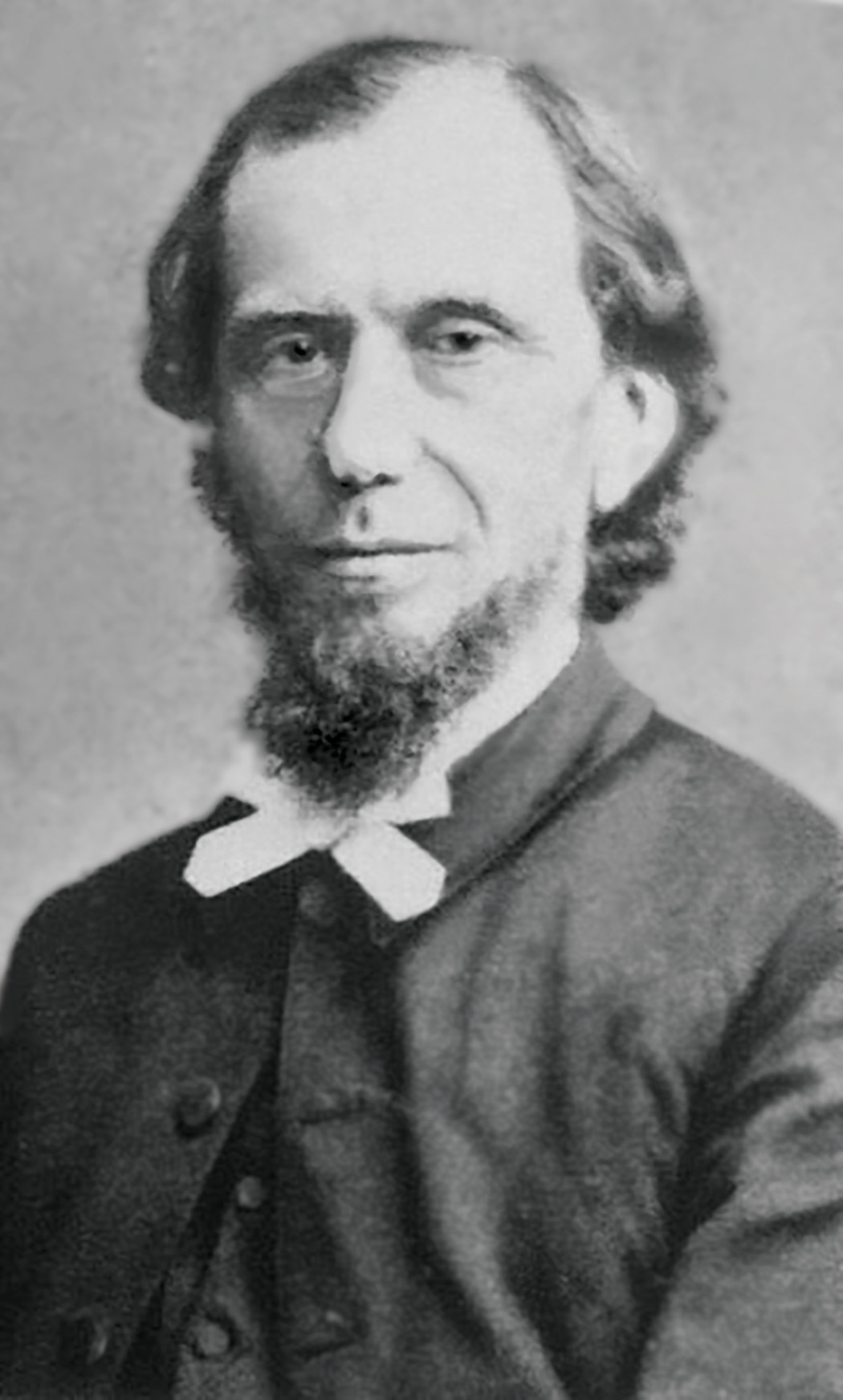
アンドリュー・ディドスン・マレー

アンドリュー・ディクソン・マレー（Andrew Dickson Murray FRSE FLS 、1812年2月19日 - 1878年1月10日）は、スコットランドの弁護士、植物学者、動物学者、昆虫学者である。

## 略歴
エディンバラに生まれた。法律を学び法廷外弁護士（Writer to the Signet）になった。法律事務所のMurray & Rhindで働き、エディンバラで開業した。昆虫学の論文を書いたが、発表されたのは40歳になった時に、エディンバラ大学のニューカレッジの博物学の博物学教授のウィリアム・フレミングが没してその後任となった時期である。1857年にエディンバラ王立協会のフェローに選ばれた。
オレゴン探検協会（Oregon Exploration Society）が設立されて、マレーが事務局長になったことで、アメリカ北西部の樹木に興味を持つことになった。1858年から1859年の間、エディンバラ植物学会の会長を務め、1860年には弁護士をやめた。ロンドンに移り、1860年から1865年の間、王立園芸協会の副事務長を務めた。1861年にロンドン・リンネ協会のフェローに選ばれた。1868年に王立園芸協会の科学委員会に加わり、1877年に科学部長に任命された。1868年に実用昆虫学のコレクションを始め、これは、現在のベスナルグリーン博物館に保存されている。
1869年に植物学会の代表団としてサンクトペテルブルクを訪れ、1873年にユタ州とカリフォルニア州を訪れたが、この旅行で健康を害して、ケンジントンで没した。
昆虫学への貢献は、甲虫目の関するもので、大英博物館のキュレーターのジョン・エドワード・グレイに薦められて1863年からリンネ協会誌に（Nitidulariae）のモノグラフを発表した。Coniferaeに関する著作は動物学会のRay Societyから出版が始められたが完結することはなかった。

## 著作
- Botanical expedition to Oregon, 1849-1859
- Catalogue of the Coleoptera of Scotland, 1853. Ed. Edinburgh, London, W. Blackwood & sons
- The Pines & Firs of Japan, 1863
- The Pinetum britannicum, Teile 4 bis 37, 1863-1884
- The Geographical Distribution of Mammals, 1866
- On the geographical relations of the chief coleopterous faunae. 1870. J. Linn. Soc. 11: 1-89
- Economic Entomology, 1877. Ed. Chapman & Hall, London